# Prochromadorella conicaudata
Prochromadorella conicaudata är en rundmaskart som först beskrevs av Allgen 1927.  Prochromadorella conicaudata ingår i släktet Prochromadorella och familjen Chromadoridae. Inga underarter finns listade i Catalogue of Life.